# ほかまみつり
ほかま みつりは、日本の漫画家。主に成年向け漫画を執筆している。
茜新社の『コミックエルオー』を拠点に執筆。近年では細く小さな肢体にアンバランスな乳房を持つ少女などのロリ巨乳を得意としている。

## 作品リスト
1. 『みんなの登校日』 2005年1月25日発売[1]、茜新社〈TENMACOMICS LO #10〉、ISBN 4-87182-730-5
2. 『Chocolat』 2005年11月25日発売[2]、茜新社〈TENMACOMICS LO #22〉、ISBN 4-87182-807-7
3. 『発育っちゃうぞ』 2006年12月23日発売[3]、茜新社〈TENMACOMICS LO〉、ISBN 4-87182-888-3
4. 『すくスク♥性徴期』 2007年10月26日発売[4]、茜新社〈TENMACOMICS LO #46〉、ISBN 978-4-87182-952-6
5. 『ふくらめ！おっぱい♡』 2008年11月14日発売[5]、茜新社〈TENMACOMICS LO #62〉、ISBN 978-4-86349-038-3
6. 『放課後つーしんぼ！！』 2010年5月21日発売[6]、茜新社〈TENMACOMICS LO #85〉、ISBN 978-4-86349-154-0
7. 『感じるおっぱい発育中♡』 2016年2月27日発売[7]、茜新社〈TENMACOMICS LO #191〉、ISBN 978-4-86349-546-3